# غدب
الغُدَب أو الخَنَازِيرِيَّة (باللاتينية: Scrophularia) (بالإنجليزية: figworts)‏ هو جنس نباتي يتبع الفصيلة الغدبية من رتبة الشفويات. يضم الجنس أنواعا عديدة.

## أنواع نبات الغدب
- غدب عقدي (باللاتينية:  Scrophularia nodosa)
- غدب أذني (باللاتينية:  Scrophularia auriculata)
- غدب باميري (باللاتينية:  Scrophularia pamirica)
- غدب برزفالسكي (باللاتينية:  Scrophularia przewalskii)
- غدب برغري (باللاتينية:  Scrophularia buergeriana)
- غدب بسيط (باللاتينية:  Scrophularia modesta)
- غدب ثنائي الأسنان (باللاتينية:  Scrophularia diplodonta)
- غدب ثنائي اللون (باللاتينية:  Scrophularia bicolor)
- غدب خلاني (باللاتينية:  Scrophularia alaschanica)
- غدب زغابي (باللاتينية:  Scrophularia villosa)
- غدب سناني (باللاتينية:  Scrophularia lanceolata)
- غدب سنبلي (باللاتينية:  Scrophularia spicata)
- غدب سولي (باللاتينية:  Scrophularia souliei)
- غدب شقوقي (باللاتينية:  Scrophularia chasmophila)
- غدب صافي (باللاتينية:  Scrophularia lucida)
- غدب صحراوي (باللاتينية:  Scrophularia desertorum)
- غدب ظلي (باللاتينية:  Scrophularia umbrosa)
- غدب عالي (باللاتينية:  Scrophularia elatior)
- غدب غربي (باللاتينية:  Scrophularia occidentalis)
- غدب فارغيسي (باللاتينية:  Scrophularia fargesii)
- غدب فرموزي (باللاتينية:  Scrophularia formosana)
- غدب قراصي الأوراق (باللاتينية:  Scrophularia urticifolia)
- غدب قليل الأزهار (باللاتينية:  Scrophularia pauciflora)
- غدب كابوسي (باللاتينية:  Scrophularia capusii)
- غدب كاليفورني (باللاتينية:  Scrophularia californica)
- غدب كبير الثمار (باللاتينية:  Scrophularia macrocarpa)
- غدب متساوي الشفاه (باللاتينية:  Scrophularia aequilabris)
- غدب متصعد (باللاتينية:  Scrophularia hypsophila)
- غدب محزز (باللاتينية:  Scrophularia incisa)
- غدب مسنن (باللاتينية:  Scrophularia dentata)
- غدب مندريني (باللاتينية:  Scrophularia mandarinorum)
- غدب نمطي (باللاتينية:  Scrophularia stylosa)
- غدب هنري (باللاتينية:  Scrophularia henryi)